# Gianfranco Contri
Gianfranco Contri (Bolonya, Emília-Romanya, 27 d'abril de 1970) és un ciclista italià, ja retirat, que va competir entre finals de la dècada de 1980 i començaments de la de 1990.
El 1992 va prendre part en els  Jocs Olímpics d'Estiu de Barcelona, on va guanyar la medalla d'argent en la contrarellotge per equips del programa de ciclisme. En el seu palmarès també destaquen tres Campionats del Món en contrarellotge per equips, el 1991, 1993 i 1994.

## Palmarès
- 1988
  -  Campió del món júnior en contrarellotge per equips (amb Andrea Peron, Alessandro Bacciocchini i Gianluca Tarocco)
- 1991
  -  Campió del món amateur de contrarellotge per equips (amb Andrea Peron, Flavio Anastasia i Luca Colombo)
  - Medalla d'or als Jocs del Mediterrani de 1991 en contrarellotge per equips (amb Cristian Salvato, Flavio Anastasia i Luca Colombo)
- 1992
  -  Medalla d'argent als Jocs Olímpics de Barcelona en contrarellotge per equips (amb Andrea Peron, Flavio Anastasia i Luca Colombo)
  -  Campió d'Itàlia amateur en contrarellotge
  - 1r al Duo Normand (amb Luca Colombo)
- 1993
  -  Campió del món amateur de contrarellotge per equips (amb Cristian Salvato, Rosario Fina i Rossano Brasi)
  - Medalla d'or als Jocs del Mediterrani de 1993 en contrarellotge per equips (amb Cristian Salvato, Francesco Rossano i Luca Colombo)
- 1994
  -  Campió del món amateur de contrarellotge per equips (amb Cristian Salvato, Dario Andriotto i Luca Colombo)
  - 1r al Duo Normand (amb Cristian Salvato)
  - 1r a la Copa Ciutat de Melzo
- 1996
  - Vencedor d'una etapa a l'Olympia's Tour